# Naturpark Bric Tana
Der Naturpark Bric Tana (Parco naturale regionale di Bric Tana) ist ein unter Naturschutz stehender Regionalpark in der norditalienischen Region Ligurien. Politisch gehört er zu der Provinz Savona und liegt in unmittelbarer Nähe der Provinz Cuneo in der Region Piemont.
Der Naturpark befindet sich komplett auf dem Gemeindeland von Millesimo. Er wurde am 27. Februar 1985 mittels eines Regionalgesetzes eingerichtet.